# Sible Hedingham
Sible Hedingham è un grosso villaggio e una parrocchia civile della Colne Valley nel Distretto di Braintree dell'Essex, in Inghilterra. Ha una popolazione di 3 665 unità.
Una delle prime menzioni che se ne ha è nel Domesday Book, in cui è ricordato con Hedingham Castle ed elencata tra le terre assegnate a Roger Bigod da Guglielmo il Conquistatore. La terra includeva boschi per 70 maiali, all'epoca valutati 4 sterline, nel 1320 vi nacque il celebre condottiero e capitano di ventura inglese John Hawkwood, meglio conosciuto come Giovanni Acuto.